# Нісіда Рьосуке
Нісіда Рьосуке (яп. 西田凌佑, англ. Ryosuke Nishida; 7 серпня 1996) — японський професійний боксер, чемпіон світу за версією IBF (2024–2025) у легшій вазі.

## Професіональна кар'єра
2019 року дебютував на професійному рингу. Впродовж 2019—2023 років здобув 8 перемог. 4 травня 2024 року вийшов на бій проти чемпіона IBF у легшій вазі Еммануеля Родрігеса (Пуерто-Рико) і здобув перемогу одностайним рішенням.
Провівши один захист, 8 червня 2025 року вийшов на об'єднавчий бій з чемпіоном світу за версією WBC Накатані Дзюнто і в конкурентному поєдинку змушений був через велику гематому відмовитися від продовження бою після шостого раунду.